# Ramzi Aburedwan
Ramzi Aburedwan (árabe:رمزي أبو رضوان, nacido en 1979) es un compositor, arreglista, educador e intérprete de viola y buzuq palestino. Es el líder de la banda Ensemble Dal'Ouna y el Conjunto de Música árabe Nacional Palestina. Fundó el centro de música al Kamandjâti y ha colaborado con varios músicos de renombre internacional. Primero estudió en el Conservatorio Nacional de Música Edward Said y, a continuación, en el Conservatorio Regional de Angers (Francia). Varios documentales se han realizado acerca de su vida, incluyendo Its Not a Gun (No es un Arma de fuego) de 2005 y Just Play (Sólo Jugar) de 2012. Él es el tema principal del libro Children of the Stone: The Power of Music in a Hard Land (Hijos de la Piedra: El Poder de la Música en un Terreno Duro) de Sandy Tolan (2015).

## Biografía
Nació en Belén en el año 1979 y se crio en el campamento de refugiados de Am ari en Ramala.
Como un niño de ocho años participó en la primera intifada (también conocida como la “revuelta de las piedras”) y se convirtió en una fuente de inspiración debido a una ampliamente difundida fotografía que lo muestra a punto de tirar una piedra en un tanque. Él perdió a un hermano, un primo y a muchos de sus amigos durante la intifada.
En octubre de 2002 fundó la Asociación al Kamandjâti ("el violinista"), que pretende acercar la música clásica a los empobrecidos  niños palestinos.
En 2010 fundó el Palestine National Ensemble of Arabic Music, un conjunto formado por 30 miembros que presenta música clásica árabe y composiciones originales.
En 2012 lanzó su álbum en solitario,  Reflections of Palestine (Reflexiones de Palestina), descrito por David Maine como música instrumental folk-flexionada.

## Discografía
- Reflections of Palestine (Reflexiones de Palestina) de 2012

## Leer más
- S. Tolan, S. Tolan, Children of the Stone:The Power of Music in a Hard Land, Bloomsbury (Hijos de las Piedras:El Poder de la Música en un Terreno Duro), Bloomsbury, 2015. ISBN 9781608198139